# Richard Durden
Richard Durden (8 Fevereiro de 1944) é um ator inglês com vários trabalhos no cinema, TV e teatro.

## Filmografia
- Inspector Morse (1987)
- Piece of Cake (1988)
- Noble House (1988)
- Dressing for Breakfast (1997)
- The First 9½ Weeks (1998)
- Mauá - O Imperador e o Rei (1999)
- The Worst Witch (1999)
- Highlander (1999)
- Dunkirk (2004)
- Midsomer Murders (2003)
- Agatha Christie's Marple (2004)
- The Best Man (2005)
- Nuremberg: Nazis on Trial (2006)
- Pumpkinhead: Blood Feud (2007)
- The Last Days of Lehman Brothers (2009)
- From Paris With Love (2010)
- The Awakening (2011).